# Grafechon
Grafechon (także: Grafekon; gr. graphe – pisać, echo – zatrzymywać, ros. Графекон) – jeden z rodzajów lamp pamięciowych.
Lampa skonstruowana w 1949 przez L. Pensaka (laboratoria RCA). Pozwala na zapisanie impulsów elektrycznych na tarczy pamięciowej w celu ich późniejszego odczytu.
Składa się z 2 lamp – nadawczej (kineskop) i odbiorczej (ikonoskop). Pomiędzy nimi znajduje się tarcza pamiętająca o znacznej pojemności.